# ベラクルス・イーグルス
ベラクルス・イーグルス (英語: Veracruz Eagle、エル・アギラ・デ・ベラクルス (スペイン語: El Águila de Veracruz) は、メキシコ合衆国ベラクルス州ベラクルスに本拠地を置いているリーガ・メヒカーナ・デ・ベイスボルのプロ野球チームである。公式ハッシュタグは#MeVerásVolver #LaTradiciónContinúa #ElVueloDelAV。
本拠地球場はエスタディオ・ウニベルシタリオ・ベト・アビラである。

## 歴史
1903年9月16日に創設されたリーガ・メヒカーナ・デ・ベイスボルでは最古のチームである。1937年にマーティン・ディーゴらの活躍でリーガ・メヒカーナ・デ・ベイスボル初優勝を飾った。その後も5度のリーグ優勝を果たしている。
2018年にチームがヌエボ・ラレドに移転し、球団名が「ドスラレドス・オウルズ」に変更となった。
2021年1月26日、リーガ・メヒカーナ・デ・ベイスボル理事会において2チームの新規参入が承認され、そのうちの1チームがベラクルスを本拠地とすることになった。チーム名は「ベラクルス・イーグルス」となり、4年ぶりにベラクルスの地にリーガ・メヒカーナ・デ・ベイスボルのチームが復活した。